# 日本国憲法第26条
日本国憲法 第26条（にほんこく（にっぽんこく）けんぽう だい26じょう）は、日本国憲法の第3章にある条文で、教育を受ける権利および義務教育について規定している。

## 条文
日本国憲法 - e-Gov法令検索

第二十六条
1. すべて国民は、法律の定めるところにより、その能力に応じて、ひとしく教育を受ける権利を有する。
2. すべて国民は、法律の定めるところにより、その保護する子女に普通教育を受けさせる義務を負ふ。義務教育は、これを無償とする。

## 解説
本条は、国民の教育に関する権利を規定するものであり、第1項は、いわゆる教育を受ける権利について保障し、第2項では、教育を受けさせる義務および義務教育の無償について規定している。第2項は「教育を受けさせる義務」とよばれ、国民の三大義務のひとつとされる。
教育を受ける自由という自由権としての側面（学習権）と国家に対して合理的な教育制度・施設を設け、適正な教育の場を提供させるという社会権としての側面を持つ。
教育を受ける権利の中心は、子供の学習権の保障である。そのため、「一個の人間として、また、一市民として、成長、発育し、自己の人格を完成、実現させるために必要な学習をする権利を有すること、特に、自ら学習することができない子供は、その学習要求を充足するための教育を自己に施すことを大人一般に対して要求する権利」が保障されており、保護者に対する義務が第一義的な義務の内容となる。
国も無償による普通教育を受ける機会の提供が憲法上義務付けられる。義務教育の対象となる内容・期間については、普通教育とのみ憲法上では定められており、詳細については、法律の規定に委ねている。同項では、あわせて義務教育を無償とすることを明示にて規定しているため、法律上規定される義務教育期間に関しては、政府に対して、無償での教育を義務付ける規定となっている。無償の範囲は、教育の対価たる授業料の無償を定めたものであり、「教科書代を父兄に負担させることは、憲法第26条第2項後段の規定に違反しない」。
なお、普通教育とは、単に学習内容に留まらず、子女が教育機関において受ける安全かつ適切な教育を意味する。ただし、この権利は、抽象的権利であるから、単なるプログラム規定にはとどまらないものの、具体的にどのような制度・施設を設けるかは、「法律の定めるところに」よるとしていることから、相当程度、立法裁量に属する。
1項が、「その能力につき、ひとしく」と付言する趣旨は、憲法第14条の法の下の平等の教育分野における確認規定にとどまらず、個人の能力や適性の違いに応じた能力別教育を可能とすることにある。

## 教育権の所在
教育を受ける権利に関して争われている重要な問題は、教育内容について国が関与・決定する権能を有するとする説(国家教育権説）と、子どもの教育について責任を負うのは、親およびその付託を受けた教師を中心とする国民全体であり、国は教育の条件設備の任務を負うことにとどまるとする説（国民教育権説）のいずれが正当かという、いわゆる教育権の所在に関する問題である。
両説の当否を一刀両断的に決めることはできず、教育の全国的水準の維持の必要に基づいて、国は教科目、授業時間数等の教育の大綱について決定できると解されるが、国の過度の教育内容への介入は教育の自主性を害し、許されないと思われる。
(芦部 信喜『憲法　第七版』岩波書店 285頁)
また、教育権の所在について、旭川学テ事件判決では「いずれの説も極端かつ一方的である」として退け、次のように述べた。すなわち、親、私学および教師の自由がそれぞれ一定の範囲において妥当することを前提に、それ以外の領域において、国が、子ども自身および社会公共の利益のために必要かつ相当と認められる範囲内において、教育内容について決定する権能を有するものとし、その際子どもが「自由かつ独立の人格として成長することを妨げるような国家的介入、例えば、誤った知識や一方的な観念を子供に植え付けるような内容の教育を施すことを強制するようなことは、憲法26条、13条の規定上から許されない」と。
(佐藤 幸治 『日本国憲法論 第2版』成文堂 407頁)
教育を受ける権利を経済面での条件整備のみならず、子どもの学習権を保障するものと解するようになっている。
すなわち、すべての人、特に子どもは、生まれながらに教育を受け学習して人間として成長・発達していく権利があり、この生まれながらの学習権を満たすために、国は条件を整備し適切な教育内容を提供しなければならず、教育を受ける権利とはこれらを国に要求する権利だとされる。
（奥野　恒久　『人権論入門』法律文化社　48頁）

## 義務教育の無償
国が親に普通教育を受けさせてる義務を課しているのは、親の経済的な立場によらずに、すべての子供に平等に教育を受ける権利と機会を保障するためである。憲法26条2項で義務教育の無償を定めるのもそのためである。
義務教育段階で公立学校に通うときには授業の負担は生じない。国と地方公共団体の責任のもと税金から支出される。
義務教育の範囲については、小学校6年から中学校3年に限定されず、高校、大学（高等教育）までの直接の費用（授業料）と間接の費用（学校納付金）の無償も含めることができる（1946年11月3日公布、47年5月3日施行）。さらに学説少数派と学説多数派の２通りの考え方がある。学説少数派は永井憲一氏らが主張してきた「修学費無償説」である。これは国民の"教育を受ける権利”を権利として保証するということは、国民の誰もが、家庭の経済的事情にかかわりなく、一人ひとりが人間として自立して生活することができるように、その技術や意欲などの能力を習得させることを誰にも均等に保障することであるから、学校教育についていえば、単に「就学」のための授業料の不徴収にとどまらず、その「修学」までに必要とする全費用を無償とすべきであるという考え方である。したがって、憲法が「義務教育を、これを無償とする」と明言している以上、その無償の範囲は、授業料に限定されず、教科書費、教材費、学用品など、そのほか修学までに必要とする一切の金品を国や地方公共団体が負担すべきである、という考え方である。それに対して判例と学説多数派は奥平康弘氏らが主張する「授業料無償説」である。この説は教科書費負担請求事件の最高裁判決（昭和39年2月26日最大判。民集18巻2号343項）に準じて、無償とされる範囲を義務制学校の中の授業料のみとしている。この立場からは、学用品などは親の負担になる。
（西原　博史・斎藤一久　『教職課程のための憲法入門　第2版』弘文堂　2019年　97頁）
（三輪　定宣　『無償教育と国際人権規約：未来をひらく人類史の潮流』新日本出版社 2018年　40頁）
（永井憲一　『季刊教育法 No.217』　エイデル研究所　2023年　69項）

## 沿革

### 大日本帝国憲法
なし

### GHQ草案
「GHQ草案」、国立国会図書館「日本国憲法の誕生」。

#### 日本語
第二十四条
有ラユル生活範囲ニ於テ法律ハ社会的福祉、自由、正義及民主主義ノ向上発展ノ為ニ立案セラルヘシ
自由、普遍的且強制的ナル教育ヲ設立スヘシ
児童ノ私利的酷使ハ之ヲ禁止スヘシ
公共衛生ヲ改善スヘシ
社会的安寧ヲ計ルヘシ
労働条件、賃銀及勤務時間ノ規準ヲ定ムヘシ

#### 英語
Article XXIV.
In all spheres of life, laws shall be designed for the promotion and extension of social welfare, and of freedom, justice and democracy.
Free, universal and compulsory education shall be established.
The exploitation of children shall be prohibited.
The public health shall be promoted.
Social security shall be provided.
Standards for working conditions, wages and hours shall be fixed.

### 憲法改正草案要綱
「憲法改正草案要綱」、国立国会図書館「日本国憲法の誕生」。

第二十四
国民ハ凡テ法律ノ定ムル所ニ依リ其ノ能力ニ応ジ均シク教育ヲ受クルノ権利ヲ有スルコト
国民ハ凡テ其ノ保護ニ係ル児童ヲシテ初等教育ヲ受ケシムルノ義務ヲ負フモノトシ其ノ教育ハ無償タルコト

### 憲法改正草案
「憲法改正草案」、国立国会図書館「日本国憲法の誕生」。

第二十四条
すべて国民は、法律の定めるところにより、その能力に応じて、ひとしく教育を受ける権利を有する。
すべて国民は、その保護する児童に初等教育を受けさせる義務を負ふ。初等教育は、これを無償とする。

## 関連訴訟
- 義務教育教科書費国庫負担請求事件（最高裁大法廷判決 昭和39年2月26日）[3]
  - 憲法26条2項後段でいう、義務教育の無償とは「授業料」のみの無償をさし、教科書代等の教材費等まで無償にすることまでも保障したものではない。
- 旭川学テ事件（最高裁大法廷判決 昭和51年5月21日）
  - 親は、子女の教育の自由を有し、主として家庭教育等学校外の教育や学校選択の自由であらわれる。
  - 国は、子ども自身の利益の擁護のため、あるいは子どもの成長に対する社会公共の利益に応えるため、必要かつ相当と認められる範囲において、教育内容についてもこれを決定する権能を有する。
- 家永教科書裁判

## 関連条文
- 日本国憲法第14条第1項（法の下の平等）
- 日本国憲法第23条（学問の自由）